# Delhi

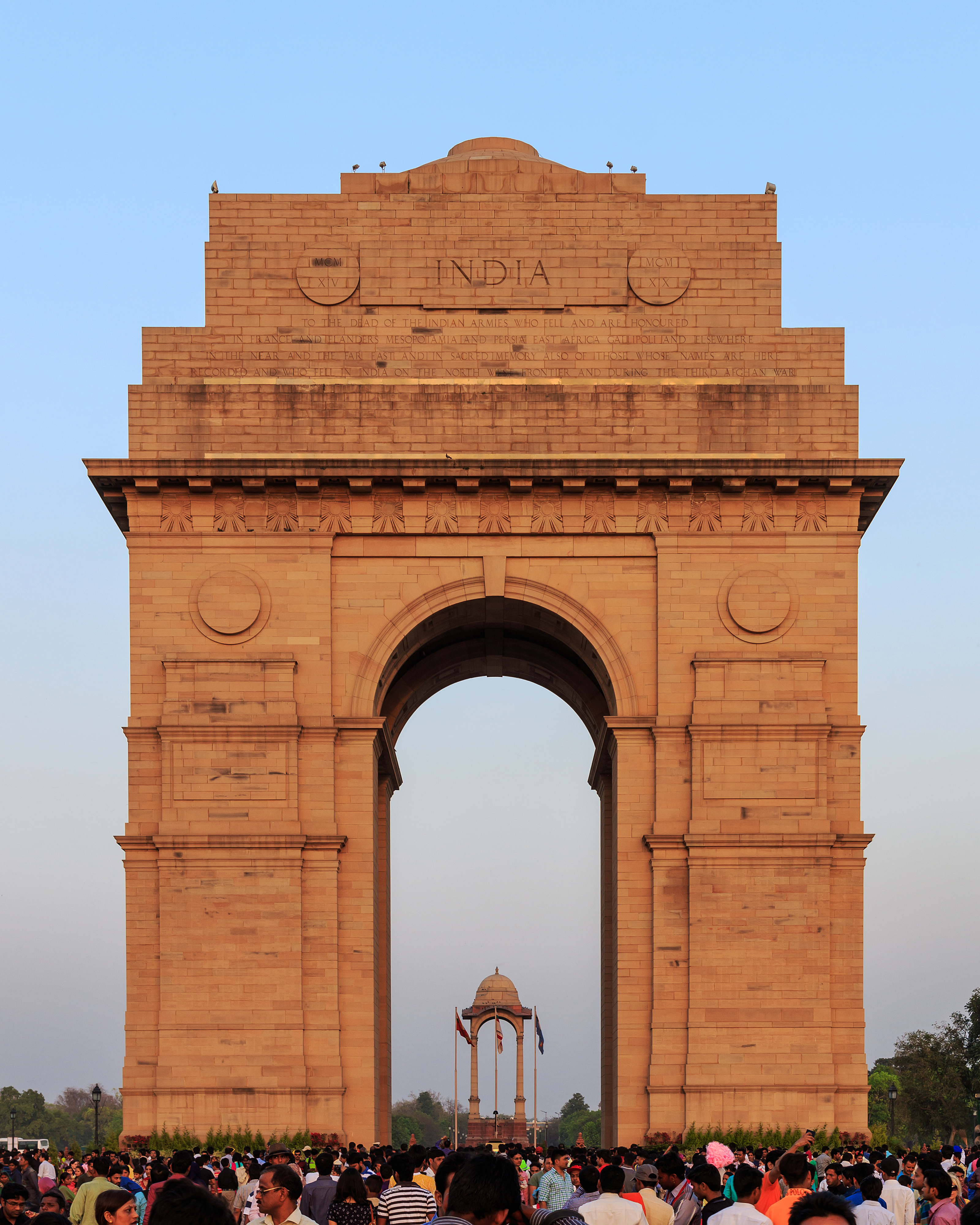
Brama Indii, postawiona w hołdzie indyjskim żołnierzom, poległym w I wojnie światowej.

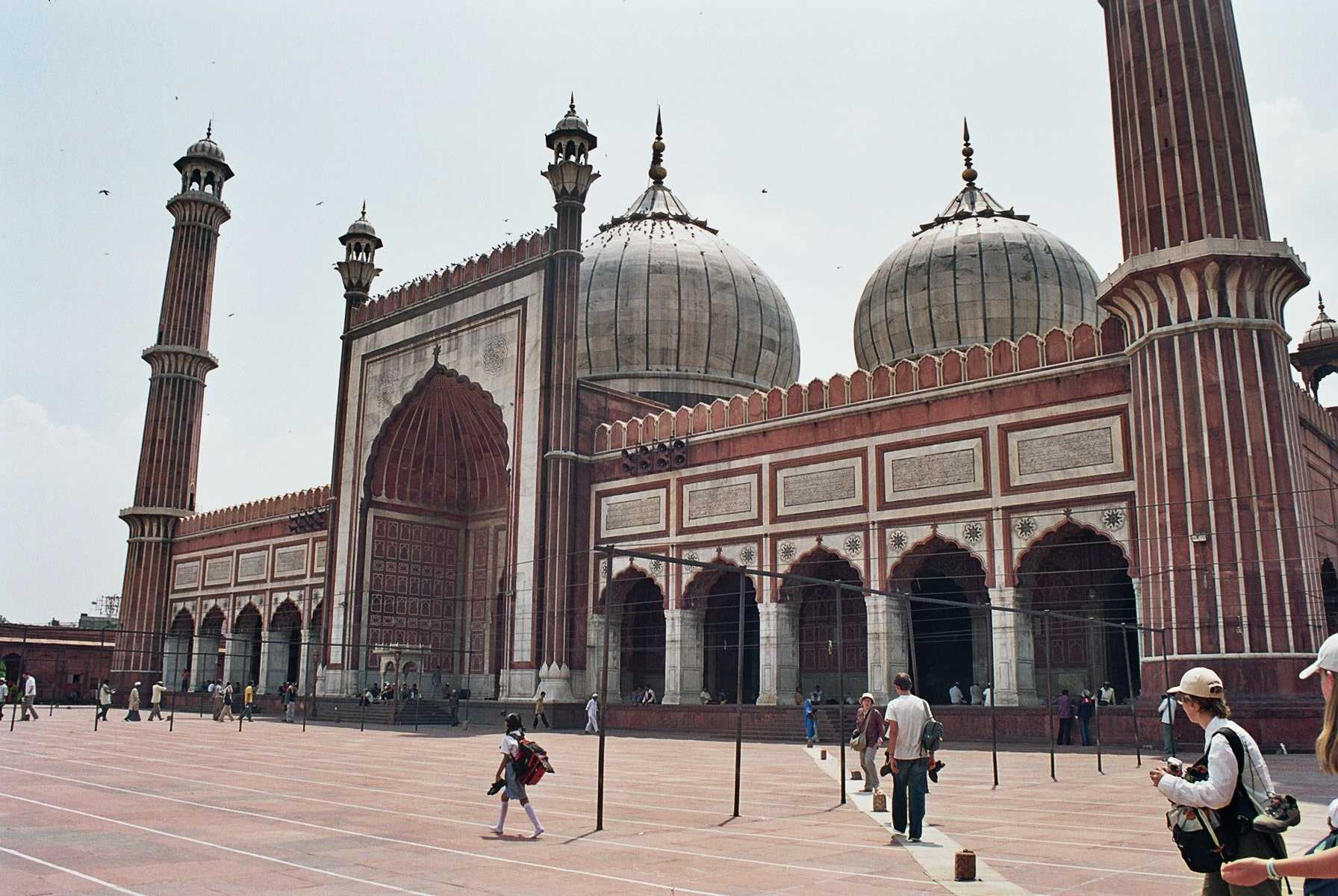
Dżama Masdżid, największy meczet Indii.

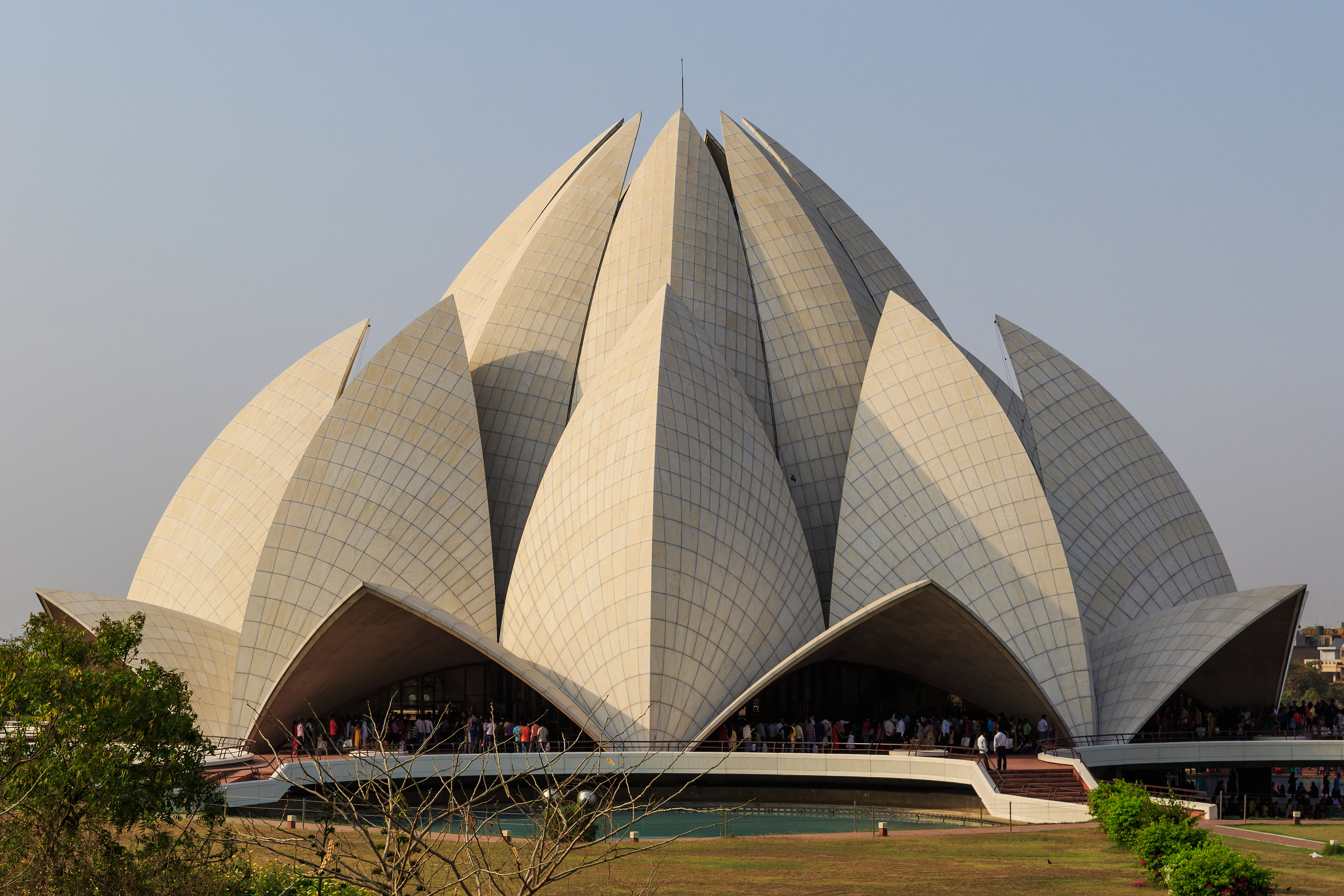
Bahaistyczna Świątynia Lotosu na przedmieściach Delhi przyciąga około 4 milionów turystów rocznie i stanowi znakomity przykład współczesnej architektury indyjskiej.

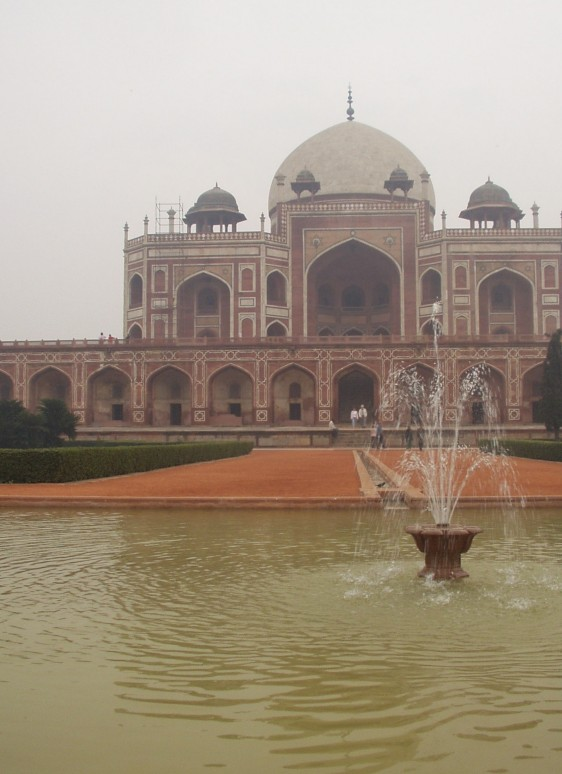
Grobowiec Humajuna

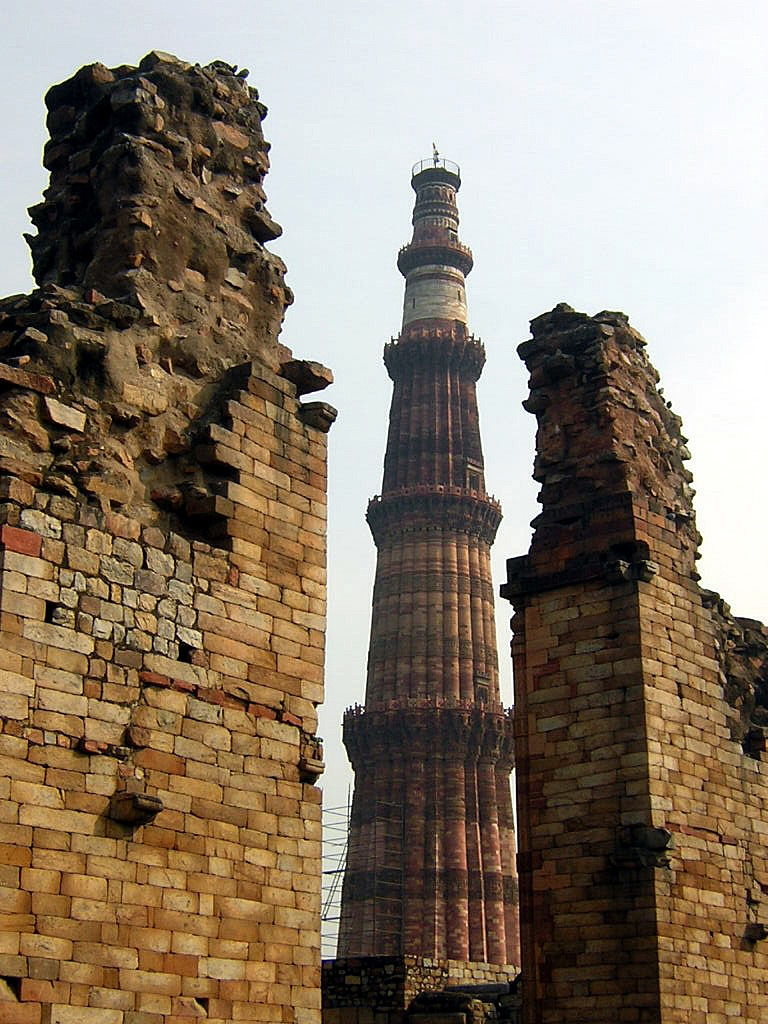
Kutb Minar – najwyższy na świecie minaret z cegieł

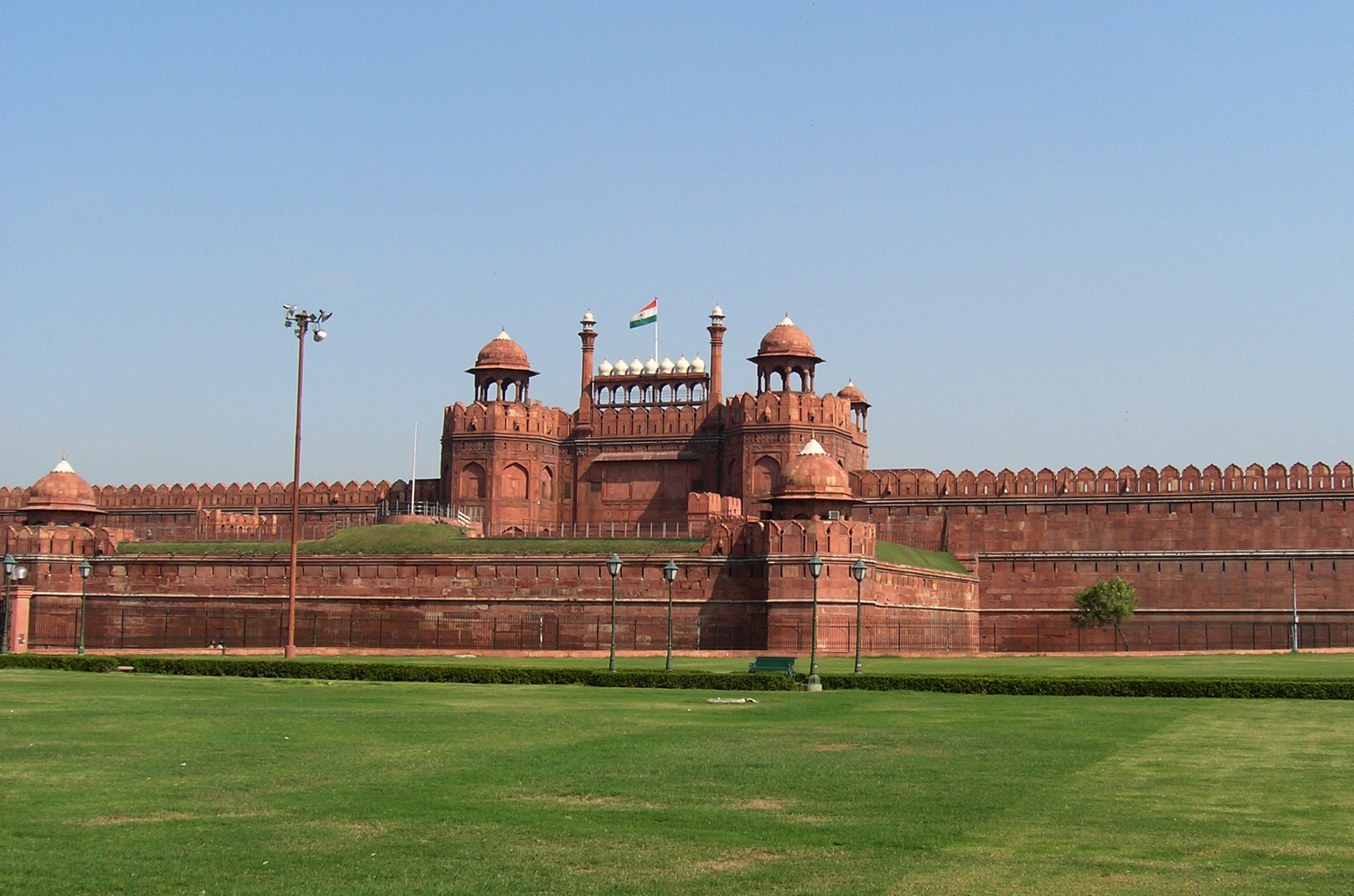
Czerwony Fort w Delhi

Delhi (hindi: दिल्ली [d̪ɪlliː], trb.: Dilli, trl.: Dilli; pendżabski: ਦਿੱਲੀ; urdu: دہلی; ang. Delhi) –  stolica Indii (Terytorium Stołecznego Delhi; de facto Nowe Delhi), położona w ich północnej części, nad rzeką Jamuną. Trzecia aglomeracja świata o ponad 26 milionach mieszkańców, wielki węzeł komunikacyjny, centrum przemysłu i kultury, miasto uniwersyteckie, z licznymi teatrami, galeriami, muzeami i zabytkami z okresu Wielkich Mogołów. Miasto przoduje w rozwoju technologii informacyjnej i telekomunikacyjnej (drugie w Indiach po Bengaluru).

## Podział miasta
Miasto dzieli się na 12 stref:
| - Central - City - Civil Lines - Karol Bagh - Najafgarh - Narela | - Rohini - Sadar Paharganj - Shahdara North - Shahdara South - South - West |

## Zabytki
- Kutb Minar (na Liście Światowego Dziedzictwa UNESCO)
- Grobowiec Humajuna (na Liście Światowego Dziedzictwa UNESCO)
- Meczet Dżama Masdżid
- Czerwony Fort
- Brama Indii – pomnik poświęcony Indusom poległym w I wojnie światowej
- Jantar Mantar – obserwatorium astronomiczne
- Purana Qila(inne języki)
- Parlament Indii
- Rashatrapati Bhavan – rezydencja prezydenta
- Raj Ghat(inne języki) – miejsce kremacji Gandhiego
- Świątynia Lotosu
- Świątynia Laxminarayan – Birla Mandir
- Świątynia Akshardham
- Rajpath – Aleja Republiki Indii
- Vijay Chowk(inne języki) – Plac Zwycięstwa
- Hazrat Nizamuddin – stara dzielnica z grobowcem średniowiecznego świętego muzułmańskiego

## Klimat
Przeciętna temperatura w roku wynosi 25 stopni Celsjusza, roczna ilość opadów średnio 808 mm. Najcieplejszym miesiącem jest czerwiec (śr. 33,4 °C), najchłodniejszym styczeń (śr. 14,2 °C). Najwięcej opadów (śr. 255 mm) przypada na sierpień, a najmniej (śr. 7 mm) na listopad.

## Historia
O Delhi mówi się, że jest miejscem, w którym przez tysiąclecia nabudowano na sobie i obok siebie siedem miast Delhi. Niedawne badania archeologiczne potwierdziły, że u źródeł powstania Delhi leży założenie w 1200 p.n.e. pierwszego z tych miast o nazwie Indraprastha. Było ono stolicą państwa Pandawów. Fakty te opiewa starożytny indyjski epos Mahabharata. W czasach Imperium Maurjów Delhi leżało na szlaku ważnych dróg ze wschodu na zachód. Początki obecnego Delhi wiążą się z założeniem przez klan Radźputów Tomara w 736 roku n.e. miasta Lal Kot. Radźpucki klan Ćauhan rządzący miastem Adźmer zdobył ówczesne Delhi i zmienił nazwę miasta na Qila Rai Pithora.
W 1192 roku ostatni władca indyjski, książę Radźputów Prithwiradź Ćauhan (1162–1192) zginął po zajęciu Delhi przez wojska Mohammada Ghoriego, dowodzone przez Kutb ud-Din Ajbaka. Dla miasta zaczął się czas panowania muzułmanów. Po śmierci Mohammada Ghoriego władzę nad miastem objął jego generał i niewolnik, Kutb ud-Din Ajbak, mianowany jeszcze w 1195 wicekrólem prowincji indyjskich, zapoczątkowując tzw. dynastię niewolniczą. Z tego czasu pochodzi zbudowana w 1199 roku najwyższa na świecie wieża minaretu Kutb Minar. Panowanie muzułmańskie trwało aż do czasu zdominowania Indii przez Brytyjczyków. Powołany w 1206 roku Sułtanat Delhijski przetrwał aż do najazdu Mongołów w 1526 roku. Delhi była wówczas stolicą sułtanatu rządzącego prawie całymi Indiami, największym centrum sufizmu (mistyczna tradycja islamu). W tym czasie nastąpiła budowa fortów, które są częścią siedmiu miast Delhi.
Kwitnący okres przypadł na czas panowania Muhammada Tughlaka z dynastii Tughlaków (1320–1355), do momentu, gdy Timur z hordami mongolskimi spustoszył miasto zabijając 100 tysięcy jego mieszkańców i osadzając na tronie muzułmańską dynastię Sajjidów (1414–1451).
Islam królował w Delhi także, gdy w 1556 roku po wygranej bitwie armii Babura miastem, a z czasem i Indiami zaczęli rządzić Wielcy Mogołowie. Z tego czasu pochodzą takie zabytki Delhi jak Czerwony Fort i największy meczet w Indiach, Dżami Masdżid. Najsławniejsi z Wielkich Mogołów to Akbar (1542–1605), budowniczy nowej stolicy Fatehpur Sikri i Dżahan, zwany też Szahdżahanem (1592–1666), który kazał dla swojej żony zbudować grobowiec Tadź Mahal. On też jest twórcą „siódmego miasta Delhi” nazwanego na jego cześć Shahdżahanabad. Powszechnie znane jest ono jednak pod nazwą Starego Delhi.
W lutym 1739 roku Delhi zostało splądrowane przez wojska szacha Iranu Nadir Szaha (1688–1747). Najeźdźcy wywieźli ze sobą sławny Pawi Tron Wielkich Mogołów, z którego władcy Persji, a potem Iranu rządzili do końca. Ostatni siedział na nim Mohammad Reza Pahlavi (1919–1980). W połowie XVII wieku w mieście, za zgodą Mogołów, rozpoczęła działalność handlową Brytyjska Kompania Wschodnioindyjska. W wojnach Wielkich Mogołów z południem Indii Brytyjczycy stawali po ich stronie. W tym czasie Delhi uniknęło najazdów. Tylko raz w 1752 było splądrowane podczas najazdu afgańskiego króla Ahmeda Szaha Durrani (1724–1773).
30 grudnia 1803 Delhi zostało zdobyte przez wojska brytyjskie. Zarządca brytyjski pozwolił Wielkim Mogołom zachować tytuły i własność prywatną. W 1857 podczas powstania Sipajów powstańcy wraz z armią bengalską zaatakowali Brytyjczyków i dokonali wśród nich rzezi. Cztery miesiące potem Brytyjczycy odbili miasto, ale zdecydowali się przenieść stolicę do Kalkuty. Delhi stało się wówczas czasowo częścią prowincji Pendżab. Dopiero w 1911 roku król Wielkiej Brytanii Jerzy V ponownie przeniósł stolicę do Delhi, aby powstrzymać zabiegi muzułmanów o autonomię. W tym też roku burząc częściowo Stare Delhi Brytyjczycy rozpoczęli na brzegu Jamuny budować Nowe Delhi. Zaprojektowali je brytyjscy architekci – Edwin Lutyens (1869–1944) i Herbert Baker (1862–1946). W 1931 roku uznano je za stolicę Indii brytyjskich, a w 1947 niepodległych Indii.
Podczas podziału Indii Brytyjskich na Pakistan i Indie w 1947 roku ze strachu przed pogromem ze strony muzułmanów tysiące  wyznawców hinduizmu i sikhizmu wywędrowało z Zachodniego Pendżabu i Sindhu do Delhi. Nadal liczba ludzi zjeżdżających z całego kraju do Delhi jest wyższa niż wskaźnik urodzin w mieście. Zamach na premiera Indii Indirę Gandhi dokonany przez jej ochroniarzy − sikhów − przyczynił się w 1984 roku do rzezi wśród wyznawców tej religii. Zginęło 2700 osób. Współcześnie miasto boryka się z problemami typowymi dla wielkich aglomeracji trzeciego świata – przeludnieniem, niskimi standardami sanitarnymi i dużymi kontrastami w poziomie życia mieszkańców.

## Wzrost liczby ludności
Przegląd wzrostu liczby ludności Delhi na przestrzeni dziejów. Do roku 1865 mamy do czynienia z oszacowaniami, potem z pomiarem ludności, aż po eksplozję demograficzną.
| rok  | mieszkańcy |
| ---- | ---------- |
| 1820 | 100 000    |
| 1865 | 152 400    |
| 1871 | 154 400    |
| 1881 | 173 400    |
| 1891 | 192 600    |
| 1901 | 214 115    |
| 1911 | 237 944    |
| 1921 | 304 420    |
| 1931 | 447 442    |

| rok             | mieszkańcy |
| --------------- | ---------- |
| 1941            | 521 800    |
| 1 marca 1951    | 914 800    |
| 1 marca 1961    | 2 061 800  |
| 1 kwietnia 1971 | 3 694 500  |
| 1 marca 1981    | 4 865 100  |
| 1 marca 1991    | 7 206 704  |
| 1 marca 2001    | 9 817 439  |
| 1 stycznia 2005 | 10 928 270 |

## Delhi w filmie
Można je zobaczyć w takich indyjskich filmach, jak Amu, Rang De Basanti, Fanaa, Chak De India!

## Miasta partnerskie
- Erywań
- Chicago
- Kuala Lumpur
- Londyn
- Los Angeles
- Moskwa
- Paryż
- Petersburg
- Prefektura Fukuoka
- Seul
- Sydney
- Tokio
- Ułan Bator